# DDR-Ringermeisterschaften 1950
1950 wurden die 2. DDR-Meisterschaften im Ringen ausgetragen. Gerungen wurde im griechisch-römischen Stil. Wie im Vorjahr waren Ringer aus der DDR auch bei den gesamtdeutschen Meisterschaften zugelassen (Siehe Deutsche Ringermeisterschaften 1950).
Alle acht Titel wurden von Athleten aus Thüringen gewonnen.

## Ergebnisse
| Klasse            | Platz | Name             | Land      |
| ----------------- | ----- | ---------------- | --------- |
| Fliegengewicht    | 1.    | R. Jugold        | Thüringen |
|                   |       |                  |           |
| Bantamgewicht     | 1.    | F. Albrecht      | Thüringen |
|                   |       |                  |           |
| Federgewicht      | 1.    | Gerhard Lohr     | Thüringen |
|                   |       |                  |           |
| Leichtgewicht     | 1.    | Helmut Albrecht  | Thüringen |
|                   |       |                  |           |
| Weltergewicht     | 1.    | Hans Schedler    | Thüringen |
|                   |       |                  |           |
| Mittelgewicht     | 1.    | Kurt Hoffmann    | Thüringen |
|                   |       |                  |           |
| Halbschwergewicht | 1.    | Herbert Albrecht | Thüringen |
|                   |       |                  |           |
| Schwergewicht     | 1.    | R. Hildebrandt   | Thüringen |